# Месика, Мири
Мири Месика (ивр. מִירִי מְסִיקָה‎) — израильская певица и актриса. На сегодняшний день в Израиле продано более 100 000 копий альбомов.

## Биография
Мириам («Мири») Месика родилась в Герцлии 3 мая 1978 года. С детства занималась музыкой, в музыкальной школе играла на гитаре и блокфлейте. В 1994 году училась в «HaYovel High School», где помимо музыки изучала театральное искусство.
Во время прохождения службы в Армии Обороны Израиля получила звание сержанта.

## Телевизионная карьера
В 2012 году Мири Месика была судьей на телешоу Кохав Нолад, израильском аналоге популярного шоу American Idol.

## Дискография
- 2005 — Miri Mesika
- 2007 — Shalom LaEmunot
- 2010 — Hadashot Tovot
- 2012 — Melekh
- 2014 — Simanim Al hAchol

## Фильмография
- 2006 — Shalosh Imahot
- 2007 — The Dybbuk in Haifa